# Nannopus unisegmentatus
Nannopus unisegmentatus är en kräftdjursart som beskrevs av Shen och Tai 1964. Nannopus unisegmentatus ingår i släktet Nannopus och familjen Huntemanniidae. Inga underarter finns listade i Catalogue of Life.